# Чарльз Вотсон-Вентворт
Чарльз Во́тсон-Ве́нтворт, 2-й маркіз Рокінґгем (англ. Charles Watson-Wentworth, 2nd Marquess of Rockingham, *13 травня 1730 — †1 липня 1782) — британський політичний діяч; 9-й і 13-й прем'єр-міністр Великої Британії у 1765-66 та у 1782 році відповідно.
У 1750 році Чарльз Вотсон-Вентворт успадкував від батька місце у палаті лордів і незабаром очолив одну з найсильніших фракцій роздробленої на той час партії вігів.
У 1765 році він сформував урядовий кабінет, який однак не мав симпатії британського монарха Георга III, до того ж із певними протиріччями всередині самого уряду. Так, у 1766 році з його складу вийшов один з найавторитетніших членів — герцог Графтон, що власне, й обумовило падіння цього складу уряду: вже незабаром його було замінено кабінетом на чолі з Вільямом Піттом старшим.
У 1782 році Вотсон-Вентворт знову ненадовго очолив уряд і був саме тим прем'єр-міністром, який наполіг на визнанні незалежності Північно-Американських Сполучених Штатів.